# Spirostreptus chamissoi
Spirostreptus chamissoi är en mångfotingart som beskrevs av Karsch 1881. Spirostreptus chamissoi ingår i släktet Spirostreptus och familjen Spirostreptidae. Inga underarter finns listade i Catalogue of Life.